# Convair 340
De Convair 340 was een in Amerika gebouwd verkeersvliegtuig, gemaakt door Convair. De eerste vlucht met de 340 werd gemaakt op 5 oktober 1951.

## Ontwerp
Het vliegtuig werd ontworpen als een doorontwikkeling van de Convair 240. De 240 werd verlengd zodat er ruimte ontstond voor 4 extra stoelen en het in totaal 44 passagiers kon vervoeren verdeeld over 11 rijen van 4 stoelen. Verder werden de vleugels verbeterd voor betere vliegeigenschappen op grotere hoogtes. Het vliegtuig beschikte net als het basisontwerp over een drukcabine en twee zuigermotoren.

## De 340 bij de KLM
De Convair 340 heeft tussen 1953 en 1964 ook dienstgedaan bij de KLM voor het passagiersvervoer op de Europese routes. Het vliegtuig verving bij de KLM de 240 die daar al vijf jaar eerder in gebruik was genomen.

## Crash Aviodrome Convair 340 in Zuid-Afrika (juli 2018)
Een Convair 340, geschonken aan het Nederlandse Nationaal Luchtvaart-Themapark Aviodrome, crashte tijdens een  testvlucht op 10 juli 2018 vlak bij Wonderboom Airport in Pretoria in Zuid-Afrika. Er waren 19 personen aan boord, een van hen kwam om en de overigen zijn met verwondingen naar een ziekenhuis overgebracht. Op de grond werd een fabriek geraakt waarbij nog een dode viel.
Het vliegtuig werd tot 2009 door haar Zuid-Afrikaanse eigenaar Rovos Rail gebruikt voor luxe luchtsafari's in het zuiden van Afrika. Toen er geen koper werd gevonden werd het geschonken aan Aviodrome. Het toestel was in verband met die museale bestemming al geschilderd in de kleuren van Martin's Air Charter, de oorspronkelijke naam van de Nederlandse vliegtuigmaatschappij Martinair.